# انتونیو باریوس
انتونیو باریوس (انگلیسی: Antonio Barrios; ۲۱ مهٔ ۱۹۱۰ – ۱۹ اوت ۲۰۰۲) بازیکن فوتبال اهل اسپانیا بود.
از باشگاه‌هایی که در آن بازی کرده‌است می‌توان به باشگاه فوتبال رئال بتیس اشاره کرد.